# Barczewo
Barczewo  (udtale: [barˈt͡ʂɛvɔ]; indtil 1946 Wartembork; tysk: Wartenburg i Ostpreußen) er en by  i  voivodskabet Warmińsko-mazurskie i Polen og har 7.476(2021) indbyggere. Den ligger 20 km nordøst for Olsztyn, i den historiske region Warmia.

## Historie
Byen er kendt tilbage til 1325, men blev kort efter ødelagt af litauere. Den genopbyggede by fik byrettigheder i 1364. Den var på det tidspunkt kendt som Wartberg.
I 1440 sluttede byen sig til det preussiske forbund, efter anmodning fra hvilken den polske kong Kasimir 4. Jagiellon underskrev loven om indlemmelse af regionen til Kongeriget Polen i 1454.